# Margarete Eberhardt
Margarete Eberhardt (* 18. August 1886 in Dissen am Teutoburger Wald; † 2. Januar 1958 in Hamburg) war eine deutsche Psychologin und Philosophin, die an der Universität Hamburg lehrte.

## Leben
Von 1908 bis 1909 studierte Eberhardt am Leipziger Konservatorium Musik. 1917 legte sie nach weiterem Privatschulunterricht und einer Ausbildung zur Musiklehrerin ihre Reifeprüfung ab. Danach studierte sie in Gießen und Berlin bis zur Promotion 1922 an der Humboldt-Universität zu Berlin bei dem Gestaltpsychologen Wolfgang Köhler. Ihre Versuche, einen Betreuer für eine Habilitation zu finden, scheiterten. 1927 bestand sie in Göttingen das Staatsexamen für das höhere Lehramt mit den Hauptfächern Biologie und Physik. Sie forschte dann bei William Stern in Hamburg und bei Kurt Koffka in den USA (1928–1929) vor allem über Taubstumme. Von 1929 bis 1934 war sie Assistentin am Hamburger Institut für Erziehungswissenschaft, wurde aber wegen „kommunistischer Umtriebe“ beurlaubt. Sie hatte Geld für eine inhaftierte kommunistische Studentin gesammelt. Noch im November 1933 hat sie das Bekenntnis der Professoren an den deutschen Universitäten und Hochschulen zu Adolf Hitler unterschrieben. 1935 zwar rehabilitiert, erhielt sie dennoch ihre Stelle nicht zurück. Von 1937 bis 1944 arbeitete sie als Musiklehrerin in Münster. 1947 beantragte sie vergeblich die Zulassung zur Habilitation bei den Professoren Wilhelm Flitner und Hans Wenke. Von 1948 bis 1957 erhielt sie einen vierstündigen Lehrauftrag für Psychologie. Der Remigrant Curt Bondy förderte sie. Ab 1950 erschien ihr Hauptwerk Erkennen, Werten, Handeln. Zum 70. Geburtstag erschien eine erste Festschrift, in der ihre Leistungen gewürdigt wurden. 1957, kurz nach ihrem 70. Geburtstag, wurde sie zur Honorarprofessorin an der Universität Hamburg ernannt. Knapp fünf Monate später starb sie.

## Schriften
- Über Höhenänderungen bei Schwebungen: Über die phänomenale Höhe und Stärke von Teiltönen, in: Psychologische Forschung 2, Berlin 1922, S. 336–367
- Das Werten: Der Nachweis eines höchsten Richtungsweisers als Lösung des Wertproblems, Hamburg 1950
- Das Erkennen: Der relative Weltbegriff als Lösung des Wirklichkeitsproblems, Hamburg 1952
- Das Handeln: Die Möglichkeit „idealgemäßer“ Selbststeuerung als Lösung des Problems menschlicher Willensfreiheit, Hamburg 1956